# Pazo de Velle
El Pazo de Velle se levanta en el centro de un enclave situado al lado del río Miño, en el municipio de Orense. Actualmente está catalogado como Bien de Interés Cultural y es propiedad privada.
Se trata de una construcción palaciega del siglo XV. El edificio tiene una torre de planta cuadrada y se estructura en 3 plantas anexas. Cuenta también con una pequeña capilla, hórreo, palomar y Lareira. El territorio del mismo, en tiempos, se extendía hasta la actual Presa de Velle. Antiguamente fue conocida como la "casa do Pacio".
Se halla a escasos 3 km de la ciudad de Orense. En la actualidad es propiedad privada y se conserva en buen estado.

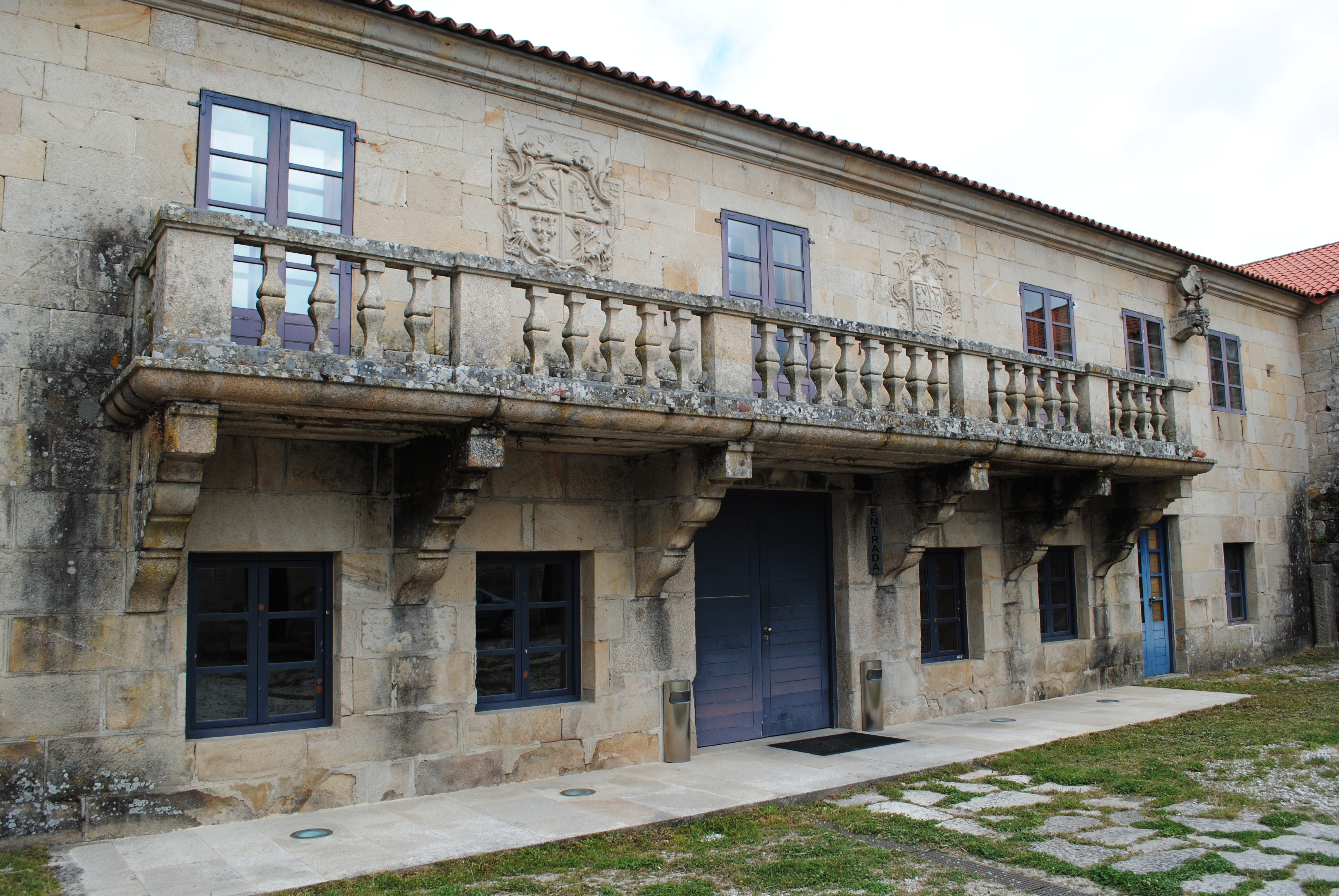
Fachada principal del Pazo de Fontefiz.